# René Cotton
René Cotton (ur. 19 lutego 1914 roku w Sainte-Colombe, zm. 25 lipca 1971 roku w Paryżu) – francuski kierowca wyścigowy i rajdowy.

## Kariera
W wyścigach samochodowych Cotton startował głównie w wyścigach zaliczanych do klasyfikacji Mistrzostw Świata Samochodów Sportowych. W latach 1954-1955, 1957-1959 Francuz pojawiał się w stawce 24-godzinnego wyścigu Le Mans. W pierwszym sezonie startów uplasował się na czwartej pozycji w klasie S 750, a w klasyfikacji generalnej był siedemnasty. Pięć lat później odniósł zwycięstwo w klasie GT 750.